# حب الشباب الهالوجيني
حب الشباب الهالوجيني أو العد الهالوجيني (بالإنجليزية: Halogen acne)‏ هو طفح عدي الشكل يعود سببه للتعرض لأحد الهالوجينات (يوديدات أو كلوريدات أو فلوريدات) مما يؤدي لحالة تشبه التعرض لأحد الستيرويدات (أو ما يسمى بحب الشباب الستيرويدي).